# Héctor Germán Oesterheld
Héctor Germán Oesterheld (även känd som HGO), född 23 juli 1919 i Buenos Aires, försvunnen och troligen avrättad 1977, var en argentinsk journalist och serieskapare (manusförfattare). Oesterheld har kommit att betraktas som en mästare inom sitt område och som en av Latinamerikas främsta serieförfattare. Hans mest kända verk är El Eternauta.
Bland de serieskapare som han samarbetade med fanns Hugo Pratt, Alberto Breccia, Francisco Solano López, Horacio Altuna och Walther Fahrer.